# Bulletin de la Société d'Histoire Naturelle de Savoie
El Bulletin de la Société d'Histoire Naturelle de Savoie (abreviado Bull. Soc. Hist. Nat. Savoie) fue una revista ilustrada y con descripciones botánicas que fue editada en Chambéry. Fue publicada desde 1850 hasta 1882.